# Oxycera quadrilineata
Oxycera quadrilineata är en tvåvingeart som beskrevs av Uestuener och Hasbenli 2007. Oxycera quadrilineata ingår i släktet Oxycera och familjen vapenflugor.
Artens utbredningsområde är Turkiet. Inga underarter finns listade i Catalogue of Life.